# 日落時的十字架
《日落時的十字架》（英語：Cross at Sunset）是托马斯·科尔的油畫，相信約1848年左右創作，但由於畫家撒手人寰而未完成。

## 構圖
由於尚未完成，因此可以在前景中看到底圖和底色。

## 外部連結
- 美國國家公園管理局：解析托马斯·科尔 （页面存档备份，存于）